# Яковлев, Сергей Михайлович
Сергей Михайлович Яковлев (5 сентября 1910 — 2 ноября 2001) — генерал-майор танковых войск ВС СССР, начальник Хмельницкого (позже Дальневосточного) танкового училища в 1957—1959 годах, начальник Киевского танкового училища в 1960—1962 годах.

## Биография

### Довоенные годы
Родился 5 сентября 1910 года в Павловской Слободе Павловской волости Звенигородского уезда Московской губернии (ныне Истринский район Московской области) в семье рабочего-резчика по дереву. Русский. Учился в 1918—1921 годах в сельской школе, с 1926 года — ученик столяра в бригадном ученичестве при военном складе мастерских № 38 в Павловской Слободе, окончил его весной в 1928 году. Учился в вечерней совпартшколе в 1927—1929 годах, член заводского комитета в 1928—1929 годах, секретарь производственной ячейки ВКЛСМ на складе. Член пленума и член бюро райкома ВЛКСМ Истринского района.
29 сентября 1929 года поступил в Калининскую кавалерийскую школу имени Коминтерна, которую окончил в марте 1932 года. Член ВКП(б) с 1930 года. Во время учёбы был избран членом городского совета 12-го созыва. После окончания школы стал командиром взвода 86-го кавалерийского полка 8-й кавалерийской дивизии. В ноябре 1932 года окончил месячные курсы работников ШШС, временно назначен на должность начальника 5-го отделения штаба той же дивизии (на должности с февраля 1933 года). 20 апреля 1935 года стал начальником 6-й части штаба 8-й кавалерийской дивизии.
С 14 апреля 1938 года — временно исполняющий обязанности помощника начальника штаба 8-го механизированного полка 8-й кавалерийской дивизии (утверждён 4 октября 1938 года). С 1 января по 1 июля 1939 года — слушатель Ленинградских курсов усовершенствования командного состава. 10 февраля 1940 года назначен начальником штаба 7-го танкового полка 8-й кавалерийской дивизии. В декабре того же года назначен начальником 1-й части штаба 45-й легкотанковой бригады. В апреле 1941 года назначен помощником начальника оперативного отдела штаба 30-го механизированного корпуса Дальневосточного фронта.

### Великая Отечественная и советско-японская
Находился на Дальневосточном фронте в годы Великой Отечественной войны. С 28 октября 1941 года занимал пост начальника штаба 2-й танковой бригады 25-й армии, с февраля по апрель 1942 года — временно исполняющий обязанности начальника штаба 2-й танковой дивизии фронта. С 28 апреля 1942 года по приказу командующего Дальневосточного фронта назначен командиром 209-й танковой бригады, с 31 августа того же года — начальник штаба АБТУ 1-й армии.
1 августа 1943 года снова назначен командиром 209-й танковой бригады (в составе 35-й армии). Произведён в подполковники 3 марта 1944 года, в звании командира 209-й танковой бригады принимал участие в советско-японской войне, был ранен в сентябре 1945 года. Пост командира бригады оставил 14 ноября 1945 года.

### После войны
21 мая 1946 года был назначен начальником штаба 3-й танковой Харбинской дивизии (Приморский военный округ). 16 декабря 1947 года произведён в полковники. С февраля по ноябрь 1948 года учился на академических усовершенствования Военной академии БТ и МВ советской армии имени Сталина. В феврале 1950 года назначен заместителем командира по строевой части 3-й танковой Харбинской дивизии. С 11 июня 1951 года — начальник отдела оперативной и боевой подготовки БТ и МВ округа, с июля 1952 года — начальник штаба БТ и МВ управления командующего БТ и МВ округа.
8 июня 1953 года назначен командиром 111-й танковой дивизии (4 марта 1955 года преобразована в 16-ю танковую дивизию) в составе 6-й гвардейской механизированной армии (Забайкальский военный округ). 31 мая 1954 года произведён в генерал-майоры танковых войск. С ноября 1956 по ноябрь 1957 года — слушатель ВАК при Высшей военной академии им. К.Е. Ворошилова.
С 22 июля 1957 года — начальник Хмельницкого танкового училища (преобразовано в июле 1958 года в Дальневосточное танковое училище). 5 января 1959 года назначен начальником 2--го Ульяновского танкового училища имени М. В. Фрунзе (бывшее Орловское бронетанковое училище). 17 мая 1960 года назначен начальником Киевского танкового училища имени М. В. Фрунзе, с 12 сентября 1961 года в распоряжении Главнокомандующего Сухопутными войсками. Уволен в запас 24 февраля 1962 года по состоянию здоровья.
Скончался 2 ноября 2001 года в Киеве.

## Награды
- Орден Ленина (5 ноября 1954)[3]
- Орден Красного Знамени (15 ноября 1950) — за долголетнюю и безупречную службу в Советской Армии[4]
- Орден Александра Невского (30 сентября 1945)[3]
- Орден Красной Звезды
  - 4 июня 1944 — за достигнутые успехи в боевой и политической подготовке и материально-техническом обеспечении войск фронта[2]
  - 2[3] или 3 ноября 1944[5]
- Орден Отечественной войны I степени[6]
- Медаль «За победу над Германией в Великой Отечественной войне 1941—1945 гг.» (9 мая 1945)[3]
- Медаль «За победу над Японией» (30 сентября 1945)[3]
- Медаль «30 лет Советской Армии и Флота» (1947)[1]
- Медаль «40 лет Вооруженных Сил СССР» (1957)[1]